# Victoria Towers
Las Victoria Towers (en chino tradicional, 港景峰) son un complejo de rascacielos situado en el distrito Tsim Sha Tsui de Hong Kong. El complejo consiste en tres torres, cada una con 62 plantas y 213 metros (699 pies) de altura. Las torres son actualmente el segundo edificio más alto de Tsim Sha Tsui, tras el Hyatt Regency Hong Kong, de 64 plantas, y son el 35º edificio más alto de todo Hong Kong. El complejo fue diseñado por Rocco Design Architects Limited y promovido por Cheung Kong Holdings y Hutchison Whampoa Properties. Las torres están compuestas enteramente de unidades residenciales.

## Edificios del complejo
| Nombre           | Nombre chino | Altura (m) | Plantas |
| ---------------- | ------------ | ---------- | ------- |
| Victoria Tower 1 | 港景峰第一座 | 213        | 62      |
| Victoria Tower 2 | 港景峰第二座 | 213        | 62      |
| Victoria Tower 3 | 港景峰第三座 | 213        | 62      |